# 청주종합경기장
청주종합경기장(淸州綜合競技場, Cheongju Sports Complex)은 대한민국 충청북도 청주시에 있는 스포츠 시설이다. 천연잔디 필드와 트랙이 갖춰진 주경기장은 축구와 육상 경기가 가능한 다목적 경기장이며, 2009년부터 청주 FC의 홈 경기장으로 사용되고 있다. 1965년에 완공되어, 2004년 전국체전을 계기로 새롭게 개보수되었다. 좌석수는 11,303석이며, 총 수용인원은 30,000석이다. 천연잔디로 된 축구장과 8코스로 된 400미터 우레탄 트랙이 깔려있다. 전광판과 음향 시설, 방송 시설, 네 개의 조명탑을 갖추고 있다. 주경기장 외에 야구장과 실내체육관이 있으며, 종합경기장 인근에 실내수영장 등 체육시설도 연결되어 있다.

## 역사
1965년 건립된 청주종합경기장은 1979년 5월 현대건설이 시공하여 종합경기장으로 확장 개축하면서 건평 2,410평에 경기장 면적 6,916평에 22,000명을 수용할 수 있게 되었다. 1990년 제71회 전국체전과 2004년 제85회 전국체전 등 두차례의 전국체전을 통해 그동안 노후되었던 시설의 보수보강으로 안전성을 확보하고 공인기준에 부적합한 시설을 대폭 개선하였다.
또한 정보통신시설의 설치와 경기장 공인을 위해 우레탄 트랙 교체, 스탠드 1만 5,894석 교체, 본부석을 비롯한 경기장 전체에 8개의 지붕 설치, 전광판교체, 통신교환기 및 네트워크시설 설치 등을 정비하였다
2016년 축구장 시설을 국제축구연맹(FIFA)이 정한 길이 105m, 폭 68m의 국제규격으로 개선했다.

## 활동 사항
육상과 축구, 도민체육대회, 각종 직장체육대회, 생활체육대회 등 도내 및 전국규모대회 등을 개최하고 있다. 특히 2005년부터 청주시가 트랙을 일반인들에게도 개방함으로써 시민의 건강증진을 도모하고 있다.

## 시설
- 청주야구장
- 청주체육관

## 현황
2016년 기준 좌석수는 16,280석에 수용인원 30,000명이며 주요부대시설로는 22,862m2(공인 2종) 경기장과 105m×68m 규모의 축구장, 계단식 2층 23단 관람석, 우레탄 400m×8코스의 트랙, 전광판과 음향 및 방송시설, 조명탑 4기 등이 갖추어져 있다.
일반 단체등이 운동과 기타 행사를 위하여 경기장을 임대하여 사용할 수 있으며 전용시간은 주간에는 하절기인 3월~10월은 오전 8시부터 오후 7시, 동절기인 11월~2월은 오전 9시부터 오후 6시까지이다. 야간의 경우에는 하절기에는 오후 7시부터 10시까지이고 동절기에는 오후 6시부터 10시까지이다.

## 사진

## 기록

### 1979년 대통령배 국제축구대회
| 날짜            | 팀 1       | 스코어 | 팀 2     | 라운드 |
| --------------- | ---------- | ------ | -------- | ------ |
| 1979년 9월 14일 | 방글라데시 | 3 - 1  | 스리랑카 | A조    |
| 1979년 9월 14일 | 대한민국   | 5 - 1  | 바레인   | A조    |

### 1982년 대통령배 국제축구대회
| 날짜            | 팀 1            | 스코어 | 팀 2               | 라운드 |
| --------------- | --------------- | ------ | ------------------ | ------ |
| 1982년 6월 12일 | 오페라리우 FC   | 2 - 0  | 바이어 04 레버쿠젠 | B조    |
| 1982년 6월 12일 | 할렐루야 축구단 | 2 - 1  | 태국               | B조    |

### 1987년 대통령배 국제축구대회
| 날짜            | 팀 1         | 스코어 | 팀 2                | 라운드 |
| --------------- | ------------ | ------ | ------------------- | ------ |
| 1987년 6월 16일 | 헝가리       | 1 - 2  | 이집트              | A조    |
| 1987년 6월 16일 | 미국         | 1 - 0  | 태국                | A조    |
| 1987년 6월 16일 | 대한민국 A팀 | 3 - 0  | 데포르티보 에스파뇰 | A조    |

### 1988년 대통령배 국제축구대회
| 날짜            | 팀 1              | 스코어 | 팀 2   | 라운드 |
| --------------- | ----------------- | ------ | ------ | ------ |
| 1988년 6월 18일 | 힘나시아 라플라타 | 0 - 0  | 헝가리 | D조    |
| 1988년 6월 18일 | 대한민국 B팀      | 0 - 2  | 이라크 | D조    |

## 같이 보기
- 청주 FC
- 청주 시티 FC

## 참고 문헌
- 〈청주종합경기장〉. 《한국향토문화전자대전》. 한국학중앙연구원.[깨진 링크(과거 내용 찾기)]
- 〈청주종합경기장〉. 《한국민족문화대백과사전》. 한국학중앙연구원.
- “청주종합경기장”. 청주시시설관리공단. 2021년 9월 20일에 원본 문서에서 보존된 문서. 2020년 10월 9일에 확인함.
- 《전국 공공체육 시설 현황 (2017년말 기준)》. 대한민국 문화체육관광부. 2019.
- 《2019년 전국 공공체육시설 현황 (2018년말 기준)》. 대한민국 문화체육관광부. 2020.
- 《2023 전국 공공체육시설 현황 (2022년 12월말 기준)》. 대한민국 문화체육관광부. 2024.